# 貸本漫画
貸本漫画（かしほんまんが）とは、かつて貸本用に制作されていた日本の漫画作品の総称。あるいは賃貸されている漫画の単行本を指す。

## 概要

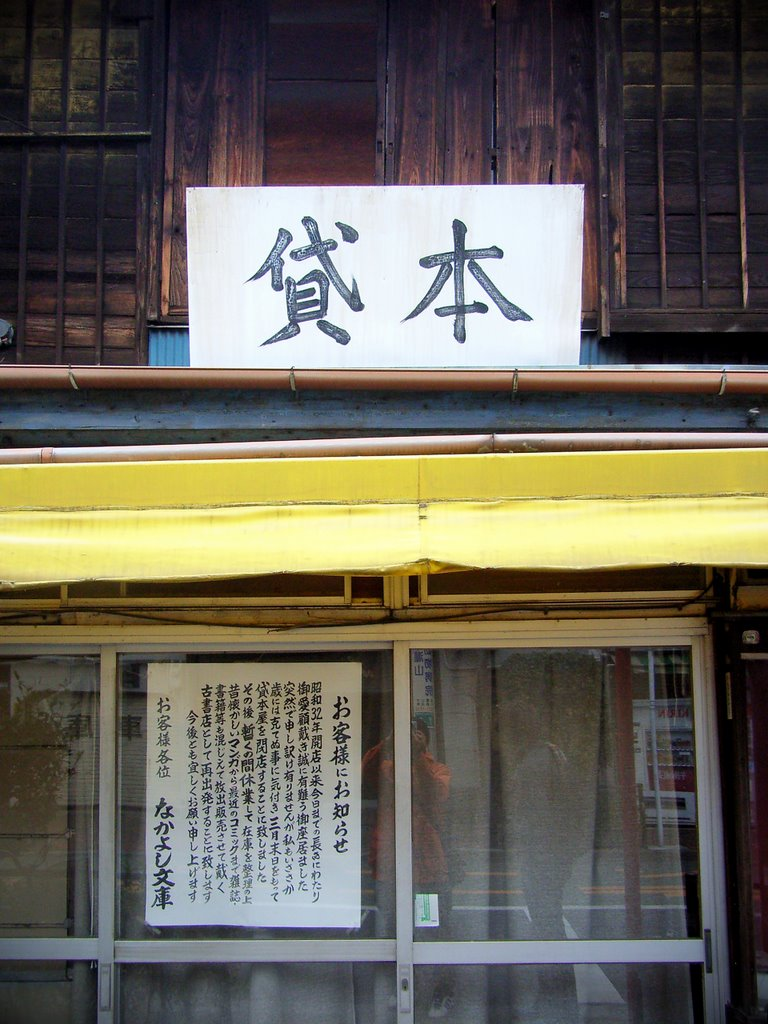
戦後にできた貸本屋はほとんどが廃業した。写真は東京・根津2丁目にあった「なかよし文庫」。

1948年（昭和23年）に神戸市開業の「ろまん文庫」が戦後型の貸本業の起源とされる。1953年（昭和28年）頃から貸本漫画も出回るようになり、店舗で販売されていた粗末な赤本漫画から豪華な装丁の貸本漫画に需要が移っていった。
終戦後の貸本屋にならんだ本は中小の取次店や特価本店から流れた一般流通の古本や古雑誌であったが、やがて、貸本出版社の出版する漫画単行本がほとんどとなる。1950年代末から1960年に最盛期を迎え、文具店・駄菓子店などとの兼業も含めて東京都で3000店、全国で3万店の店舗があったと推計されている。
料金は時代によって異なるが、1950年代後半の最盛期で入会金が20円、貸出料が2泊3日で10円から20円程だったと言われる。貸本漫画単行本の定価は100円から150円であり、基本的に書店では流通しなかった（ただし、小売や個人が出版社に代金を送れば通販は可能）。採算ラインは専業店で、1000人から1500人の会員をもち1日150人から200人の来客があることとされ、客は工場などではたらく労働者階級の青年男女が中心であった。書店流通の雑誌漫画の読者が児童中心であったのに対して明らかに高く、のちの劇画ブームに先行し、その下地を作り上げる形となっている。
初期の貸本漫画単行本の装丁は上製本のB6判とA5判が主流であったが、劇画短編集『影 11号』（日の丸文庫）が出版されたあたりからA5判並製本へと代わっていった。貸本漫画の作者は、戦前からのベテラン作家、赤本や紙芝居、絵描きからの転身、貸本からデビューした新人など様々である。
多くの作家が多ジャンルの作品を描いた貸本漫画は劇画の台頭などもあり1960年頃にピークを迎えるが、その頃からTVが一般家庭にも普及し若者向け娯楽としての優位を失い、また、『週刊少年サンデー』、『週刊少年マガジン』などの週刊漫画雑誌が相次いで創刊されるとシェアを奪われた。
こうしてピーク時以降は前時代的出版物となって出版社の倒産、廃業が続出し、1969年末に貸本出版社主導による貸本漫画は事実上の終焉を迎え、残った出版社も雑誌・単行本の出版やチラシ等の軽印刷請負に活路を見出し、雑誌連載に主軸を移して成功した貸本漫画作家も出現した。
1990年代以降、「ゲゲゲの女房」や「劇画漂流」といった当時の業界を描いた作品が注目されるようになり、貸本漫画作品の復刻出版が相次いている。
貸本出版社中心の旧来型の貸本漫画ビジネスは一度消滅したが、漫画雑誌やコミックスが大量に流通するようになった現在、レンタルビデオ店での漫画の貸し出しや漫画喫茶、電子書籍による電子貸本など、新しい形態に変化して存続している。

## 貸本漫画を扱った主な出版社
- 葵出版社
- あかしや書房
- 曙出版（文華書房）
- 朝日漫画社 - 所在地が日の丸文庫と同じ。江川進が関わった出版社。
- あたみ社（あずま社・裕文社）
- エンゼル文庫（大宝出版社・宝漫画文庫・やなぎ書房）
- 暁星
- 金園社（金龍出版社・オリオン出版社）
- きんらん社（はるみ書房）
- くぎプロ
- 宏文堂（秀文社・カナリヤ文庫）東京都台東区仲御徒町４－２７
- 寿書房
- コメット書房（三和出版）岡田あきら氏が主宰。短期間で消滅。
- さいとうプロ
- 佐藤プロ
- 三共図書
- 昌和漫画出版
- 鈴木出版
- すずらん出版社　東京都台東区浅草橋２－２　→　東京都新宿区東五軒町５０
- 三洋社（青林堂）
- セントラル文庫（やなぎプロ）前身は中部出版社。エンゼル文庫とは実質同資本。
- 全漫プロダクション（尼崎市）文洋社と関係があると推定。
- 泰光堂
- 太平洋文庫
- 東京トップ社 - 前身は島村出版社
- 兎月書房（いずみ出版）
- 東考社（ホームラン文庫）
- 東光堂
- 東京漫画出版社（東京ロマン社）
- 東邦図書出版社（王冠漫画社・東江堂・東邦漫画）
- 東洋漫画出版社（小出書房系列）
- 巴出版
- トモブック社
- 日昭館書店
- 日本漫画社
- はるみ書房
- 日の出出版
- 日の丸文庫（光伸書房）大阪市南区安堂寺橋通２－２２　東京都千代田区富士見町２－３
- ひばり書房（つばめ出版）東京都文京区小石川３－２－１４
- ヒロ書房（第一プロ・第一文庫）
- ホープ書房（セントラル文庫から独立した杉浦氏が設立するも半年ほどで消滅）東京都中央区銀座西８－８
- 中村書店　東京都台東区浅草橋２－８
- 文洋社（研文社・一晃社）
- ます美書房
- 緑書房
- 三島書房 - 後に「わかば書房」と「公楽出版社」に分裂する。
- めばえ書房（あずま社）
- 横山プロ（横山まさみちプロ）
- 若木書房

ほか

## 代表的な貸本漫画家
- 赤塚不二夫
- ありかわ栄一（園田光慶）
- 池上遼一
- 池川伸治
- いばら美喜
- 楳図かずお
- 遠藤政治（貸本漫画衰退後はアニメーターに転身。アニメ「あらいぐまラスカル」の監督などを担当。つげ義春の親友としても有名）
- 岡田晟
- 古賀新一（古賀しんさく）
- 小島剛夕
- さいとう・たかを
- 佐藤まさあき
- 下元克己
- 社領系明
- 白土三平
- 杉本五郎（つゆきサブロー）
- 鈴原研一郎
- 滝田ゆう
- 竹内寛行
- 辰巳ヨシヒロ
- つげ義春
- つりたくにこ（はざまくに子）
- 徳南晴一郎
- 永島慎二
- 長谷邦夫
- 浜慎二
- 平田弘史
- 藤木てるみ
- 松本正彦
- 水木しげる
- 望月あきら
- モンキー・パンチ（加東一彦）
- 水島新司
- 山上たつひこ
- 横山まさみち
- 横山光輝
- 赤松セツ子
- 星城朗二
- 巴里夫
- 矢代まさこ
- 好美のぼる
- 高橋真琴

他